# 津田応助
津田 応助（つだ おうすけ、1890年（明治23年）9月22日 - 1967年（昭和42年）1月12日）は、愛知県の郷土史家、教育者、皇漢学者。應助とも表記される。号は象山（しょうざん）。愛知県東春日井郡小牧町大字小牧字山東（現在の小牧市小牧5丁目）に生まれる。愛知県を代表する在野の郷土史家であり、また私塾象山義塾の設立者としても知られる。

## 生涯

### 出生から世に出るまで
津田家の家系は、織田信長の家臣である津田某が小牧に帰農、その女と元は美濃蘇原（現在の各務原市蘇原）在住の織田信広が婚姻し四人の子を生した。その三男信光に端を発すと言う。応助の父は金蔵、母はみきもしくはうらとも言い旧姓は石野。みきは名古屋巾下五条町の出。金蔵は木挽をしていたがその後独立し材木商を営むようになり、1891年（明治24年）に起きた濃尾地震の復興特需で財を成した。1890年（明治23年）に生まれた応助は幼いころ何不自由なく育てられた。しかし金蔵は応助4歳、金蔵37歳の頃中風に罹り、段々と症状が悪化していってその影響で家業は衰退していった。これにより応助は小牧町外十一ヶ村組合立高等小学校を卒業後に、旧制中等教育学校へ進学することができなかった。15歳から16歳の頃には、隣村の北里村常普請まで灸の名人の治療を受けるために、応助は不随の金蔵を背負って行くこともあった。このような苦境の気晴らしのために自転車を乗り回し、後に第二代小牧市長となる神戸眞と一緒に自転車レースに出場することもあった。また、写真の撮影技術や現像、焼き付けを小牧で初めて写真館、「舟橋写真機店」を開いた舟橋桝兵衛より学んだが、これは長じてからの地域の風物の記録にも繋がり、自ら著したり編纂を担当したりした郷土史本掲載の写真撮影を担当することにもなった。
応助が17歳18歳の頃、父の病状はいよいよ悪化した。また、家業では貸倒が多発し、これへの対応に苦労する父の様子を見て商いに見切りをつけ、応助は家業を継ぐことを辞めた。応助は幼少のころから講談本など本に親しんでいたが、この頃文学結社硯友社の全盛期で、講談本を捨ててその機関誌『我楽多文庫』にのめり込んだ。応助は特に硯友社同人尾崎紅葉門下であった泉鏡花に心酔していた。そうして物した小説を学生雑誌へ投稿することもあった。さらに文学修行をしようと鏡花へ上京の意志を伝える書簡を送ったところ鏡花から面談したいとの返信が来た。応助は3年の間に上京できればとこれに答えた。
しかしその後、自らに文才が足らないと思い直し、また困窮した現況から上京は不可能と文学の道と上京を諦め、買い集めた稗史や小説類一切を小牧の書店「紙本書店」へ売却した。そうして得た金で修養の為に漢書を贖って、孔孟思想など学問追究の道へ進むことにした。応助の学歴は1904年（明治37年）の小牧町外十一ヶ村組合立高等小學校卒までで、その後の勉学はほぼ独学のみである。通信教材の『早稲田中学講義録』を基礎とし、また漢文と日本史を学ぼうと頼山陽『日本外史』から入り、次いで巌垣松苗『国史略』へ進んで、そして中国の四書五経や朱子、宋学を勉学し出した。それ以外にも、平田篤胤や荻生徂徠の学問、漢詩は大窪詩仏、仏教は一休宗純や白隠慧鶴の禅、和歌は小沢蘆庵、戸田茂睡、香川景樹、俳句は松尾芭蕉、与謝蕪村にそれぞれ私淑した。この数年間、応助は全く屋外へ出ず机に向かっていたため、畳が腐ってしまうほどだったと言う。父金蔵は54歳、応助20歳もしくは21歳の頃に死去し、家業は廃業となった。一時は多数の奉公人も居住した広大な住家を売り払って、隣の敷地に平屋を新築しそこに移り住んだ。その後は母みきが常に弟子を5人6人とるほどの得意の裁縫で応助の勉学を支えることになった。21歳、兵役で輜重隊に入ったが、休日の日曜日も全く外出せず論語の研鑽に打込んだ。
退役後、本場で学問しようと中国に渡ることにした。まずその足がかりとして朝鮮に着き、本山新報社の葭浜忠三郎宅に書生として入ることができた。しかし、掃除炊事洗濯風呂焚き庭の手入れ主人の送迎果ては風呂場での背中流しまでさせられる等、無報酬で家事全般を任される事態となり、全く学問の暇がなかった。これに4か月5か月耐えたところ、主人に信用され、娘の婿に宛がわれそうになるまでになった。その折、母みきが胃病に罹った旨の電報が届き、書生を辞め帰郷した。母の病は応助の厚い看病で恢復した。

### 敬神義塾設立と結婚
応助宅の近所、やはり小牧町大字山東に天理教小牧支教会があり、その初代教会長は市村末彦と言った。元士族の市村は学問好きで応助と語らったが、市村の願いで教会にいた青年数名に、教会の建物を借りて本居宣長『古事記伝』や『日本外史』、『国史略』を講学することになった。これは私塾にまで規模が発展し、1914年（大正3年）に「敬神義塾」と名付けられた。全く月謝を受け取らず1917年（大正6年）頃まで大槻磐渓『近古史談』や『日本外史』、『孝経』、『千字文』、『十八史略』、『四書』等を講義しつづけ、受学者の数は千にも及んだと言う。敬神義塾設立と同時期、名古屋市南久屋町に漢詩人として著名であった水谷奥嶺がいて、これを得意の自転車で訪い、朱子学などを談じた。そこから他の名古屋の学者とも親交を深めることができた。またやはり同時期（24歳の春）、天理教教育顧問、天理中学校（旧制）校長を務めていた法学者、廣池千九郎が小牧教会を来訪し、応助は三礼のことなど中国思想や中国史について大いに語らった。廣池は当時奈良県山辺郡丹波市町（現在の天理市丹波市町）に住んでいた。応助は廣池に面会したいときは母に用意してもらった日の丸弁当を六食分持って小牧を自転車で出発、東海道を下って亀山附近でペダルを漕ぎながら弁当を食べ、夕方に丹波市着、廣池と夜半過ぎまで語り合い、終ると近くの養徳院（天理養徳院）に宿泊した。夜が明けると廣池に挨拶後、奈良街道から木津街道を通って伊勢路へ、その日のうちに家に帰る、という行程を数度もこなしたと言う。また、当時京都帝室博物館部長を務めていた漢学者の青木咸一（碧処）と知り合いであり、博物館を見学するためにやはり朝早く小牧から自転車で中山道を西へ、醒ヶ井辺りで弁当を食べながら漕ぎ漕ぎ逢坂山から蹴上インクラインの側道を通って夕方には三条大橋に。やはり材木商を営む伯父の住んでいた島原で一泊し、翌日青木の案内の元に博物館中を鑑賞し回るということも約3年間、毎月陳列替えのたびに行っていた。
1917年（大正6年）、更なる家計困窮に伴い測量技術を学び、税務署の臨時雇の任に着いた。また、1915年（大正4年）から『早稲田大学文学科講義録』で学習を始め、1917年に早稲田大学校外生文学科試験に合格した。この校外生とは一種の通信教育制度のことである。同年母の病状が悪化したため、応助には更なる勉学のため上京する意志があったものの取りやめとなった。看病に困っていたところ、天理教徒であった河田ていが17歳で応助と結婚し、母の看護に従事した。1919年（大正8年）、母の病状が進行し半分寝たきりにまでになり家運はさらに凋落した。そのため家を親族へ売り払って下之町（同じ小牧町内）の借家にまず母のみ移し、追って自分と妻も住いしていた教会裏の塾からこの借家に引越した。この借家は二室七畳半という狭さであったが、その折、働きに出ていた応助の弟も病に罹って帰郷してきて、母と弟という二人の病人を同時に抱えることになってしまった。塾校舎を引き払ったため門下生への講義の続きはこの借家ですることになった。
1919年（大正8年）から、楽田村（現犬山市楽田）から委託され道路拡張に伴う測量と事務の仕事に従事した。楽田附近の河北（現大口町河北）には画家の仙田半耕が住んでいてこれに画を習った。母みきと弟はともに、1920年（大正9年）春に病歿した。ほぼ同時に二人の肉親を亡くし大きく悲痛する中、応助は楽田での仕事を終え、続いて巾下耕地整理組合からの嘱託でその第七工区の事務仕事の任に着いた。

### 旺盛な著述と転写活動
応助は三十代という壮齢期に大変貧しい生活を送っていたが、この時期に一番旺盛に執筆を行った。応助の著書の大半が未刊行のものも含めて郷土史本である。この郷土史の探究と著作の発表によって東春日井郡の歴史研究に先鞭がつけられたと評価されている。また、考古学、人類学の手法も織り交ぜた歴史研究を行った点でも新しさがあった。こうした応助の学恩を受けた後進の郷土史家の多いことも特筆される。
1923年（大正12年）に出版された『東春日井郡誌』は郡制が廃止されるのを記念した東春日井郡の事業であった。1922年（大正11年）4月、東春日井郡長鈴木寿三郎（竹屋）から相談された小牧町長の落合与七より推薦を受け、応助は『東春日井郡誌』編纂主任に就任した。助手の船橋茂三郎と共に郡内の古社古寺名所旧蹟を見て回り、写真撮影をし、風俗伝説の聞き書き等を行った。応助は写真の担当でもあった。編纂途中長男が脳膜炎で死去する不幸があったものの、資料調査委員33名が蒐集した郷土資料も参考にこれらをまとめ、翌1923年1月に1377ページの大著を脱稿、7月に出版した。
また同年夏に『御嶽開山覺明靈神』を執筆するために御嶽山を登山し、三日かけて旧蹟を行脚した。御嶽山は東春日井郡牛山（現春日井市牛山町）出身の覚明行者（享保3年（1718年） - 天明6年（1786年））が中興開山したことで知られ、今でも牛山には覚明行者を祀る牛山覚明堂がある。応助は郡誌編纂のための取材中に覚明に興味を持ち、応助と同郷の御嶽行者の協力を得て伝記執筆を始めた。御嶽山以外にも中津川や枇杷島、新川等にあった覚明ゆかりの旧蹟を巡り蒐集した史料を元に、1924年（大正13年）8月、覚明菩提寺の瑞林寺を版元に、御嶽教管長神宮徳壽と東春日井郡長鈴木竹屋（竹屋は鈴木寿三郎の号）の序言を附して『御嶽開山覺明靈神』を出版した。また、1928年（昭和3年）にはこの著作を元に応助自らが脚色を担当して、小牧山で撮影し映画を制作、「覺明靈神」と題して公開した。
同じく1924年、初代東春日井郡長であった林金兵衛（文政8年（1825年） - 明治14年（1881年））の略伝、『贈從五位林金兵衞翁畧事績』12ページを、その翌年には本伝にあたる『贈從五位林金兵衞翁』を548ページで出版した。金兵衛は上条村（現在の春日井市上条町）の出身で水野代官所総庄屋の立場にもあった。幕末期には尾張藩草莽隊の一つ草薙隊の隊長として働いた。明治期には県会議員や東春日井郡長も務め、地域の名士であった。その養子で後に衆議院議員にもなった林小参は父金兵衛の幕末における勤王活動の功績の顕彰のために、少なくとも大正初期まで金兵衛の士族編入運動を続けた。まず1883年（明治16年）、林家の中興の祖に当たると言う今井兼平七百回忌法会を、兼平歿地である近江粟津原（大津市内）において行い、林家の名家たる系譜を公に知らしめた。また1901年（明治34年）には、林家の屋敷のあった上条城跡地に枢密院副議長であった東久世通禧の撰文で「上條城趾存旧碑」が建立された。その碑文には兼平の時代から今に至る林家の歴史が仔細に書かれた。こうした努力が実って1924年（大正13年）2月11日、昭和天皇成婚記念として国家功労者に対しての贈位があり、金兵衛はその内の一人として従五位を贈位された。これを記念して同年、「故春日井郡長林金兵衞之墓」と、安寧天皇から始まるという林家の系譜が記された「林家歴代之聖墓」の二基が新たに建てられた。そして、同年、小参が応助に依頼し金兵衛の略伝が執筆された。略伝に続く本伝執筆の際には応助は約一年もの間林家に泊まり込んで、林家に伝わる文書と小参の助言をもって金兵衛の事績を細かに調べ上げ、途中応助の二女が死去する不幸を乗越えて、1925年（大正14年）11月、『贈從五位林金兵衞翁』と題して出版した。その表題は名古屋市長者町に住まっていた書家の永坂石埭に揮毫を依頼した。以降応助と永坂は終生の知友となったという。
1915年（大正4年）、大正天皇の御大典記念として有志により小牧町史編纂事業が企画されたが、企画のみで事業は頓挫してしまった。しばらく後、1924年（大正13年）1月の昭和天皇成婚を記念して同年8月、再び町史編纂事業が起こされた。そして、結成された小牧町史編纂會の会長である村瀬準三郎（櫟堂）から旧知の応助へ執筆が嘱託された。執筆のための資料の蒐集には途中から小牧町教育會の協力もあった。本文のみならず附録の一枚物の地図や本文挿入の写真、それだけでなく書籍の装丁図案まで応助が担当した。応助は翌年5月中旬に原稿を書き上げ、若山善三郎による序文をつけて『小牧町史』は大正15年（1926年）12月、424ページで出版された。
その後も応助は、徳川家康が幼少の頃田原城主戸田康光に拐されたときに織田信秀を通して預けられた加藤順盛を先祖に持つ加藤家の歴史を辿った『加藤家史』（1927年（昭和2年））や、『小牧と史蹟』（小牧町役場、1927年（昭和2年））、小冊子の『天正小牧合戦絵圖』（紙本書店、1927年（昭和2年））、『鳳毛麟角集』（贈從五位林金兵衛翁顯彰會、1927年（昭和2年））を出版、編著物では『木津用水史』（木津用水普通水利組合、1929年（昭和4年））、『東春日井郡農會史』（東春日井郡農會、1929年（昭和4年））の編纂を担当と矢継ぎ早に著作を発表した。1933年（昭和8年）から執筆した『小牧消防沿革史』は1942年（昭和17年）4月に完成したが、1945年（昭和20年）3月の戦時中、製本の際に空襲にあい、出版はならなかった。
こうした功績により応助は愛知県史編纂室主任の中井憲三から推薦され1929年6月25日、書記に就任、『愛知県史』編纂に関るようになった。応助は主任に次ぐ次席の立場だった。自宅から県庁まではバスや自転車で出勤した。現地調査では概して三河地方を担当した。また、愛知県史考古学篇担当だった鳥居龍蔵と知り合うこともできた。8月下旬より胃の調子が悪化し、自宅から通えなくなった応助は10月に、添地町にあった天理教山名分教会内の一部屋を借り、ここから出勤していた。しかし2月、さらに病状は悪化、以降欠勤となった。応助自らの見立てではこの胃病は胃アトニーであるという。やむなく応助は1930年（昭和5年）6月30日、書記を辞職した。
四十代より応助は消えゆく史料や資料を惜しみ、その転写蒐集に努めるようになった。この活動は応助自身によれば昭和5年6月から昭和16年12月にかけて、3年間尾張徳川家の蔵書を写したものも含めて七百余巻にもなり、昭和9年10月に小牧山を訪れた徳富蘇峰からも称賛されたという。田畑から採取したり友人知人から譲り受けた考古資料は、最終的に三千余点にもなり、鳥居龍蔵の見分もあるという。また、文書は七十余点、蔵書は一万余点にもなった。さらに、かなり後の昭和28年12月からは地域の芸能音曲や地方名士の談話などの音声資料を録り始め、昭和33年1月からはそれらを8ミリカメラでも撮影しだし、地域文化や名士などの人物、風俗の記録に努めた。
また、1932年（昭和6年）から1937年（昭和12年）にかけてアナウンサー長狩野真一に乞われ、日本放送協会名古屋中央放送局にてラジオ講演を12回行った。うち、初回の1932年6月に放送された「織田信長公三百五十年記念講演「信長公の遺跡と遺物」」は講演の模様が名古屋中央放送局から出版され、1935年（昭和10年）1月8日放送の「勤王美談 草薙隊」は原稿が出版された。

### 象山義塾設立から死去まで
1934年（昭和8年）、妻より提言され応助は、自宅を建て、それまでの手狭な借家から移り住むことにした。ちょうどこの頃売り物件として名古屋市白壁町角に尾張藩の剣道指南役だった杉山保次郎の40坪程の旧邸宅が女中部屋、湯殿と共に建替えのため売りに出されていて、これを購入することにした。旧杉山邸は借家時代に陸軍中佐橘周太が名古屋陸軍幼年学校の校長を勤めていたとき（当時は少佐）に住んでいたこともあった。応助はこれを解体し天理教小牧大教会南の敷地に移築した。この敷地は親族からの寄贈である。自宅が落成したのは1934年（昭和9年）3月のことであった。
そして同1934年12月16日、応助は私塾「象山義塾」を自宅敷地に開塾した。
開塾して最初の入塾生は27名で、毎夜20名ほどがこの塾に無償で通ったという。塾生には教科書として『近古史談』、『日本外史』、『国史略』、『十八史略』、『四書』等を用い漢籍を学ばせた。自習用教材としては『早稲田大学法科講義録』を使った。塾生の舟橋孝一によれば、講義課程は、まず孔孟思想の講義から入り、日本近世史として『近古史談』、次に『日本外史』を一年かけて読み、そして『国史略』へと日本史を習った。その後は『十八史略』と中国史に移り、合間に平田篤胤や本居宣長の著書を挟みつつ、『四書』へと至った。舟橋は、最後まで講義を受けきる生徒は少なく、四五人程度だったと言う。また、閉塾後最晩年の門下生であった丹羽伊久夫は、応助の講義の様子として、まず生徒に自分で教科書本文を読ませ、それを応助がそこはこうだ、それはああだ、という具合に指摘するやりかただったと語る。
また、1936年（昭和11年）には遠方からなかなか通えない生徒のために寄宿舎を建造した。この費用を捻出するために応助は寿量品や観音経、阿弥陀経を写経しこれにより売家を購入することができた。このとき手に入れた家は、1877年（明治10年）ごろは愛知県土木課長の黒川治愿の住家でもあり、名古屋市久屋町にあった。1936年1月に解体し母屋の東隣に移築、竣工したのは6月だった。1937年（昭和12年）の盧溝橋事件以降、日中戦争に突入すると出兵により塾生も減っていったが、戦争激化の1945年（昭和20年）3月31日から1946年（昭和21年）5月6月頃までの中断を挟み、1955年（昭和30年）まで塾は存続した。一般修学した塾生は千二百余人に及ぶという。
1942年（昭和17年）春、応助は織田信長の清州城から小牧山城への移城を記念した碑を小牧山上に建設する計画を立てた。小牧山城は信長によって建造された城であったがそれを示す記念碑が山上にいまだないことを応助は常日頃気にしていた。そんな折、この計画を聞き是非に、と同意していた妻ていが5月16日、43歳で死去した。急性の心臓病であった。突然の死別に悲嘆にくれるも応助は計画を続行した。妻亡き後はその母が津田家の家事を行った。このころ病がちだった応助は長男と義理の母、門下生を代理にやって、京都船岡山の織田信長を祭神とする建勲神社宮司、前田康三に建設の計画を告げ、これの後援を得ることができた。また、建設費用は妻の香資金と寄贈、写経布施で賄われた。以上の様に山上に建設される計画だったが、碑の建設に徳川家から賛助が得られなかったため津田家門前に変更され、碑は1943年（昭和18年）10月31日に建てられた。碑面選文は応助自身が行い、「建勲不朽」の題額は元首相若槻禮次郎が、題字は陸軍大将奈良武次が揮毫を担当した。それに附属する大石灯篭は元首相清浦奎吾、石灯篭は海軍大将古賀峯一と加藤隆義、石手洗は海軍大将豊田副武がそれぞれ自筆署名の上寄贈した。建碑式典の祭司は前田が務めた。
応助は塾運営の傍らも執筆活動を続けており、1936年（昭和11年）、『北里村誌』の編纂校訂、1938年（昭和13年）、『尾張本宮山、美濃荢纑池山姥物語』、1940年（昭和15年）、編纂主任に就任し『続木津用水史』（木津用水普通用水組合）、1944年（昭和19年）、やはり編纂主任に就任し『郷瀬川悪水普通水利組合沿革誌』、1949年（昭和24年）、妻との思い出を中心とする自伝的随筆『櫻桃の實。熟する頃』と書き綴っていった。
1957年（昭和32年）、応助は、南極地域観測隊第一次越冬隊が引き上げの際、已む無く南極に残していった樺太犬15匹を哀れみ、この陶像を作ることにした。その費用は応助が徳川家康公遺訓を350幅書写し充て、余った6万円は地域の記録のためと8ミリカメラを購入した。犬像の制作は、当時東春日井郡旭町（現尾張旭市）に住んでいた陶芸家星合信令に頼み、高さ尺2寸の2躯の志野焼ができあがった。裏面には「昭和三十三年日本在住の者が樺太犬十五頭の横死を憐れみ、この像を現地に安置する、願はくは、佛恩を埀れて南極に住する一切の生物に冥護を埀れ給へ」という内容の文を漢文にし刻んだ（実際はタロとジロの2頭が翌年の第三次越冬隊によって生きているのが発見された）。観測隊隊長の永田武と宗谷船長の松本満次が松坂屋に講演に来た際、この像を現地に安置することを願い出たところ受諾され、内1躯は昭和基地に据えられたという。
1958年（昭和33年）、応助は、義理の母の飛行機旅行をきっかけに、高齢者への孝行にと小牧市内の90歳以上の老人7名を飛行機での空の旅へ招待した。飛行機を恐ろしいと断った婦人4名以外の、最高齢を94歳とする3名がこれに応え、小牧空港（現県営名古屋空港）からセスナ機で、25分間尾張地方上空を遊覧飛行した。また、続いて1961年（昭和36年）、中日本航空の協力を得て2回目の招待飛行を行った。85歳以上の老人61名を招待し27人が参加、30分間濃尾平野を遊覧飛行した。これら諸費用は写経によって捻出された。
1960年（昭和35年）、「津田応助先生後援会」が設立された。5月1日にその第1回会合が開かれ五十数名が参加した。発起人は小牧市長神戸真で、後援会の設立趣旨は、
と定められた。
浄財四十数万円を集め、顕彰碑は1961年（昭和36年）8月に津田家敷地内に建てられた。材は黒曜石、題額「苦学力動」は尾張徳川家第19代当主徳川義親が、標書「津田應助先生顯彰碑」は愛知県知事桑原幹根が揮毫、小牧市長神戸眞が『論語』から取って漢詩を作り、碑文とした。除幕式典は11月5日に催された。また、同年11月、応助が蒐集した資料を保存するために土建業を営んでいた市議会議員の三津沢治郎によってブロック作りの書庫、「象山書庫」が14平方m で建築、収蔵された。
1964年（昭和39年）1月23日、愛知県教育委員会より文化功労者として表彰された。翌1965年（昭和40年）10月5日には小牧市市政十周年記念で文化功労者に選ばれ、また、記念式典に際し開催された「小牧市を育てた人々」写真展（中日新聞社主催）に選出された。1966年（昭和41年）頃より応助は病で臥せり勝ちになり、同年10月に病状が悪化、翌1967年（昭和42年）1月7日から危篤状態になり12日深夜に没した。77歳だった。

## エピソード
- 14歳の頃、自宅附近にあった西ノ宮津島社にて行き倒れの乞食を見かけ、これを介抱するために自宅へ連れ帰った。自分で粥を作り、与えてから父に報告したところ、父から叱られた。応助は「父が倒れていたらやはり誰かにそうしてもらいたいと思うだろう。同じようにしたまでだ」と反論して反って父から感服された。乞食は十数日の看病後亡くなった。野辺の送りをしようとしたところにその妻と子が訪れ、感謝され遺体は引き取られていったという[57]。
- 昭和6年（1931年）5月、『傳説老狐小牧山吉五郎』を執筆、出版した後、狐吉五郎が小牧上之町住の女の枕元に立ち、「我が霊今に迷へり、願はくは、神に祀り給へ」と述べたため、小牧婦人会が発起人となり今も小牧山にある小牧山稲荷神社（吉五郎神社）の創建となったという。この時の記念碑の撰文を応助が行った[58]。
- 多くの史蹟碑、頌徳碑の建設に関り、撰文や自書をした。龍音寺縁起碑（撰文、大正10年3月、小牧山観音洞西）、村社神明社記念碑（撰文、自書、大正11年1月、小牧町大字入鹿出新田（現小牧市））、筆塚碑（撰文、大正11年3月、大垣市北杭瀬）、觀音靈迹の碑（大正14年9月、小牧町大字間々（現小牧市））、齊藤奚疑先生碑（撰文、自書、昭和2年12月、小牧町大字小牧（現小牧市））、愛知角力追善記念碑（自書、田舎相撲小牧出身力士の碑、昭和4年11月、小牧南小学校南方、法華墓北東角）、中條吼洲翁筆塚碑（撰文、昭和5年3月、八事半僧坊新福寺境内）、古刹正眼寺復興ノ碑（撰文、昭和8年11月）、波多野喜右衛門翁之碑（撰文、波多野は小牧大草の代議士、昭和9年5月、薬王院西隣）、庄内町合併記念碑（撰文、自書、昭和12年2月、庄内公園内）、稲島水利恩澤の碑（撰文、自書、昭和13年9月、中島郡稲沢町（現稲沢市））、赤池古積碑（撰文、自書、昭和16年9月、中島郡稲沢町）、小牧山観音出現霊跡碑（撰文、昭和27年6月）、切支丹灯籠慰霊碑（撰文、自書、昭和28年6月、小牧市岩崎山麓岩崎児童遊園北東角観音堂境内）、中嶋氏祖先ノ碑（撰文、自書、昭和31年3月、茨城県手賀）、江崎善左衛門頌徳碑（撰文、自書、昭和33年11月、小牧ガスビル南東）、治水碑（撰文、自書、昭和37年4月、春日井市神屋）、都築市蔵銅像（昭和38年1月）、稲荷社復興の碑（昭和39年3月、西春日井郡清洲町（現清須市）日吉神社境内）、小折生駒氏の碑（撰文）、大口丹羽氏祖先の碑（撰文）、郷瀬川修理碑（撰文）、郷瀬川分水の碑（撰文）、代議士野田正昇の碑（撰文）、他忠魂碑など[59]で、六十余基に及ぶ[60]。

## 年譜
- 1890年（明治23年）9月23日 - 生誕
- 1897年（明治30年、7歳） - 小牧尋常小學校入学
- 1900年（明治33年、10歳） - 尋常小学校卒業、小牧町外十一ヶ村組合立高等小學校入学
- 1904年（明治37年、14歳） - 小牧町外十一ヶ村組合立高等小學校卒業
- 1914年（大正3年、24歳） - 私塾敬神義塾設立
- 1917年（大正6年、27歳） - 早稲田大學校外生文学科考試入学合格。河田ていと結婚
- 1922年（大正11年、32歳） - 『東春日井郡誌』編纂主任就任、翌年出版
- 1925年（大正14年、35歳） - 小牧税務署管内土地調査地整會会長当選。『贈從五位林金兵衞傳』出版
- 1926年（大正15年、36歳） - 『小牧町史』出版
- 1928年（昭和3年、38歳） - 『木津用水史』編纂委員就任、翌年出版。『東春日井郡農會史』編纂主任就任、翌年出版
- 1929年（昭和4年、39歳） - 『愛知県史』編纂委員就任
- 1934年（昭和9年、44歳） - 私塾象山義塾設立
- 1936年（昭和11年、46歳） - 『北里村誌』編纂委員就任
- 1940年（昭和15年、50歳） - 『続木津用水史』編纂主任就任
- 1942年（昭和17年）5月15日（52歳） - 妻てい死去、享年43
- 1943年（昭和18年、53歳） - 「織田信長勤皇碑」建立
- 1944年（昭和19年、54歳） - 『郷瀬川悪水普通水利組合沿革誌』編纂主任就任
- 1951年（昭和26年、61歳） - 愛知県文化財調査委員就任
- 1961年（昭和36年、71歳） - 津田応助後援会設立さる、「津田応助顕彰碑」建立、「象山書庫」建設
- 1964年（昭和39年、74歳） - 『楽田村誌』編纂委員就任。愛知県の文化功労者受賞
- 1965年（昭和40年、75歳） - 市制十周年文化功労者受賞、市制十周年記念「小牧市を育てた人々」（中日新聞社主催）選出
- 1967年（昭和42年）1月12日 - 死去、享年78（満76歳）

## 象山文庫と象山書庫

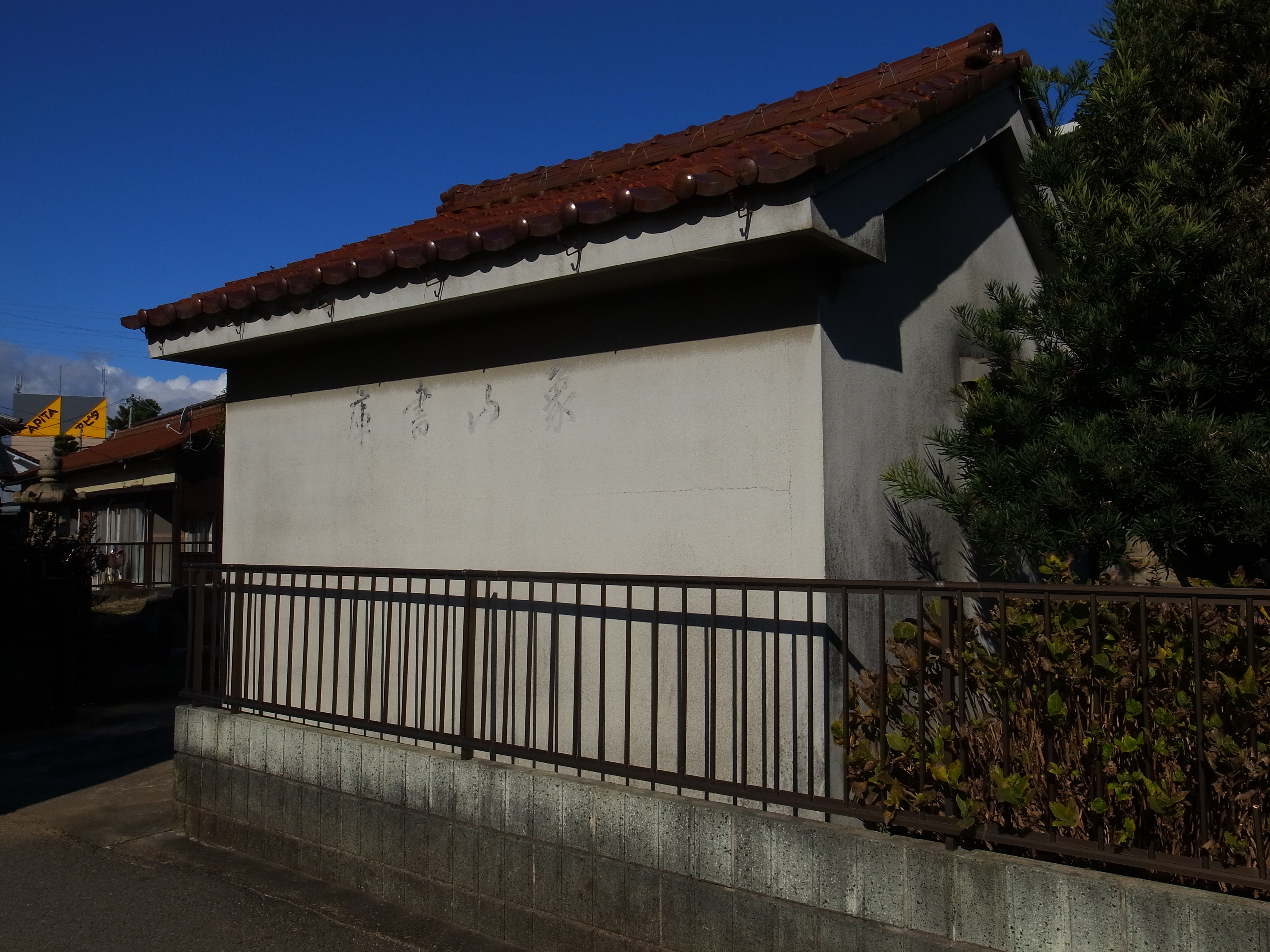
象山書庫（愛知県小牧市小牧5丁目内、現存しない）。同一地内に「津田應助先生顯彰碑」と「織田信長勤皇碑」が建てられている

応助は生前、考古資料三千余点、蔵書一万四冊、文書七十余点を蒐集した。これら資料は1961年（昭和36年）に津田応助先生後援会によって建造された書庫、「象山書庫」に収蔵された。象山の名は応助の号からとられたものである。文字資料を大別すると、以下のようになる。
- 独自の編著
- 地誌編纂時の原稿や関連資料
- 敬神義塾、象山義塾での教材
- 日記や備忘録類
- 伝写資料その他

応助は四十代の頃、特に1929年（昭和4年）から1933年（昭和8年）にかけて旺盛に、尾張徳川家や若山善三郎、市橋鐸、安藤直太朗といった名家、歴史家、郷土史家の所有した資料の転写作業に勤しんできたが、その内39種については『愛知県郷土資料総合目録』や『国書総目録』にも記載のない資料であった。39種の内、7種については「日本古典籍総合目録データベース」（現国書データベース）に他機関で所有が確認できるものである。
考古資料は、弥生時代の瓢型壺や、古墳時代の高坏破片、円箇埴輪片、須恵器の提瓶、平瓶、短頸壺、坩等、白鳳時代から奈良時代にかけては勝川醍醐寺跡の軒丸瓦、丸瓦等、鎌倉時代では古瀬戸、室町時代ではおろし皿、山茶碗等が蒐集された。
これら資料の内四千点は1981年（昭和56年）6月に遺族から小牧市立図書館に寄贈された。これを記念して図書館を開催地に、11月1日から12月まで「"郷土史家・津田応助と象山文庫"展」を催し、後進の小牧の郷土史家水谷盛光が講演をした。考古資料はその後、小牧市教育委員会文化振興課が保管している。2008年（平成20年）3月、小牧市立図書館は象山文庫蔵書を調べあげ、『象山文庫蔵書目録』を刊行した。

## 著書
- 女大學摘抄、1914年（大正3年）
- 鶏肋書話、巻舒書屋、1915年（大正4年）
- 傍近古墳録、1923年（大正12年）
- 御嶽開山覺明靈神、瑞林寺、1924年（大正13年）
- 尾張本宮山山姥物語、1924年（大正13年）
- 贈從五位林金兵衞翁畧事績、贈從五位林金兵衛翁顯彰會、1924年（大正13年）
- 贈從五位林金兵衞翁、贈從五位林金兵衛翁顯彰會、1925年（大正14年）
- 宝亀山泰岳寺縁起、1926年（大正15年）
- 間々観音縁起、1926年（大正15年）
- 小牧町史、小牧町史編纂会、小牧町教育會共同刊行、1926年（大正15年）
  - 小牧町史、名著出版、1973年（昭和48年） - 復刊
- 加藤家史、1927年（昭和2年）
- 小牧と史蹟、小牧町役場、1927年（昭和2年）
- 天正小牧合戦絵圖、紙本書店、1927年（昭和2年）
- 鳳毛麟角集、贈從五位林金兵衛翁顯彰會、1927年（昭和2年）
- 贈從五位堀尾茂助翁父子傳、1931年（昭和6年）
- 松ヶ丘の絶勝と古積、龍泉寺土地、1931年（昭和6年）
- 傳説老狐小牧山吉五郎、1931年（昭和6年）
  - 伝説老狐小牧山吉五郎、小牧市教育委員会、1987年（昭和62年） - 復刊
- 松永左衞門翁傳、1932年（昭和7年）
- 切支丹と尾張のマルチル、1932年（昭和7年）
- 小牧消防沿革史、1933年（昭和8年）
- 斯波氏の尾張領國と織田氏の勃興、西春日井郡教員會
- 勤王美談草薙隊、名古屋中央放送局、1935年（昭和10年） - ラジオ放送の原稿を出版したもの
- 象山義塾温故録、象山義塾、1935年（昭和10年）
- 渡邉錠太郎大将畧傳、小牧町役場、1936年（昭和11年）
- 尾張本宮山、美濃荢纑池山姥物語、1936年（昭和11年）
- 櫻桃の實。熟する頃、1949年（昭和24年）
- 實業家塚原嘉一傳、塚原嘉一氏頌徳碑建設祝賀会、1952年（昭和27年）
- 小牧秋祭り山車考、1952年（昭和27年） - 内題は『小牧秋葉祭り山車考』
  - 小牧秋祭り山車考、2005年（平成17年） - 復刊
- 氏神神明社御由緒記、1962年（昭和37年）
- 村瀬櫟堂先生畧傳、1966年（昭和41年）
- 象山津田應助自叙傳、1980年 - 応助が生前に著した1961年（昭和36年）9月まで[65]の内容の自伝を門人の舟橋孝一が整理したもの
  - 象山津田應助自叙傳、小牧市教育委員会、1991年（平成3年） - 上記に更に『櫻桃の實。熟する頃』を附したもの

### 編著
- 小牧山合戦史蹟写真帖、1921年（大正10年）
- 東春日井郡誌、東春日井郡役所、1923年（大正12年） - 編纂主任
  - 東春日井郡誌、愛知県郷土資料刊行会〈愛知郷土資料叢書〉13、1972年（昭和47年）
- 木津用水史、木津用水普通水利組合、1929年（昭和4年） - 編纂委員
- 東春日井郡農會史、東春日井郡農會、1929年（昭和4年） - 編纂主任
- 北里村誌、北里村役場、1936年（昭和11年） - 編纂委員
- 続木津用水史、木津用水普通水利組合、1940年（昭和15年） - 編纂主任
- 郷瀬川悪水普通水利組合沿革史、郷瀬川悪水普通水利組合、1944年（昭和19年） - 編纂主任
- 楽田村史、楽田村史編纂委員会、1964年（昭和39年） - 編纂委員